# 陳士璠
陳士璠，字鲁章，号鲁斋，又号泉亭，江南钱塘人，清朝政治人物。

## 生平
乾隆元年，召试丙辰博学鸿词科二甲，授翰林院庶吉士，改戶部主事，歷任瑞州知府。有《梦碧轩诗钞》。